# Język maklew
Język maklew (makleu) – język papuaski używany w prowincji Papua w Indonezji. Według danych szacunkowych z 1950 r. posługiwało się nim wówczas 120 osób.
Jego użytkownicy zamieszkują wieś Welbuti, na wschód od cieśniny Muli (hist. niderl. Straat Marianne) w południowej Nowej Gwinei (dystrykt Tubang, kabupaten Merauke). 
Wraz z językiem yelmek tworzy niewielką rodzinę yelmek-maklew (zwaną też językami rzeki Bulaka), o nieustalonych związkach zewnętrznych. Malcolm Ross wysunął propozycję, według której oba języki mają należeć do większej rodziny południowo-centralnopapuaskiej. Stephen Wurm powiązał yelmek-maklew z językami trans-fly, omawiając taką grupę pośród gałęzi języków transnowogwinejskich.
Choć w literaturze lingwistycznej wyodrębniono dwa języki: maklew (język wsi Welbuti) i yelmek (obejmujący wsie Wanam, Bibikem, Woboyo i Dodalim), to na poziomie lokalnym nie istnieje wyraźny podział na języki o takich nazwach; różnice między miejscowościami są uważane za różnice dialektalne.
Jest silnie zagrożony wymarciem, podobnie jak yelmek. Języki yelmek-maklew są wypierane przez język indonezyjski, który staje się preferowanym środkiem komunikacji.